# Kodeks Stanisława Augusta
Kodeks Stanisława Augusta – projekt kodyfikacji prawa cywilnego, karnego i procesowego obowiązującego w I Rzeczypospolitej. 

## Geneza
Obowiązujące prawo w I Rzeczypospolitej nie było kodyfikowane ze względu na opór szlachty, która obawiała się wzmocnienia władzy króla (pomimo kilku prób nie udało się przełamać oporu sejmu). Wraz z rozpoczęciem obrad
Sejmu Czteroletniego pojawił się plan skodyfikowania obowiązującego prawa. Zamiar został przesądzony w chwili wydania Ustawy Rządowej 3 maja, zawarty w niej artykuł VIII stanowił: (…) Nowy kodeks praw cywilnych i kryminalnych przez wyznaczone przez sejm osoby spisać rozkazujemy. Projekt popularnie nazywany był Kodeksem Stanisława Augusta.

## Prace nad kodeksem
Do opracowania projektu powołane zostały dwie komisje; dla Korony (jej pracami kierował Hugo Kołłątaj) i dla Litwy. W ich skład wchodzili profesorowie prawa, pisarze i działacze sejmowi, m.in.:
- Hieronim Stroynowski: profesor; rektor Szkoły Głównej w Wilnie, zwolennik fizjokratyzmu,
- Józef Januszewicz; pierwszy profesor prawa ojczystego w Polsce w Akademii Krakowskiej,
- Józef Szymanowski; późniejszy przewodniczący Wydziału Sprawiedliwości w Radzie Najwyższej Narodowej w 1794 roku,
- Franciszek Barss; adwokat warszawski,
- Teodor Ostrowski;- profesor prawa, formalnie zaproszony do współpracy po podjęciu uchwały deputacji koronnej 12 października 1791 r., w rzeczywistości obecny jedynie na posiedzeniu w dniu 9 listopada 1791 roku.

Komisje nie zdołały doprowadzić swoich prac (poważnie zaawansowanych) do końca z powodu wybuchu wojny z Rosją. Projekt kodeksu nigdy nie został ukończony, tym samym kodeks nie wszedł w życie. Pozostały jedynie cenne materiały. Prawem stały się przygotowane przez komisję projekty ustaw o sądach trybunalskich i ziemskich.

## Regulacje
Projektowany kodeks miał mieć postępowy charakter. Regulowane przez niego prawo wciąż pozostawało prawem feudalnym, zawierało jednak już liczne elementy kapitalistyczne. Utrzymano stanowy podział społeczeństwa, jednak kontynuowano i rozwijano reformy Sejmu Czteroletniego, np.: 
- zapewniano ochronę prawną chłopów
  - przewidywano ograniczoną wolność osobistą i nieusuwalność z gruntu
  - przyjmowano regułę poszanowania kontraktów między panem a poddanymi
- określano sąd państwowy dla włościan
- chciano ograniczyć arbitralne postępowanie feudała

Nowoczesne przepisy zawierała zwłaszcza część odnosząca się do prawa karnego, gdzie przewidziano szereg postępowych (humanitarnych) zasad, m.in.:
- wprowadzał formalną definicję przestępstwa (nullum crimen sine lege)
- ustanawiał w prawie polskim zasadę pełnej równości wobec prawa karnego (nulla poena sine lege)
- akcentował prewencję szczególną jako uzasadnienie kary
- w sposób generalny regulował nieletniość jako okoliczność wyłączającą odpowiedzialność przy przestępstwach
- zawierał podział na: przestępstwa prywatne i przestępstwa publiczne.